# Ruby Ruby Love
Ruby Ruby Love (en hangul, 루비루비럽) es una serie web surcoreana producida por el canal de televisión paga de moda y estilo de vida OnStyle, protagonizada por Seohyun, Lee Chul-woo y Lee Yi-kyung. Los primeros dos episodios del drama web se lanzaron en Naver TV Cast el 18 de enero de 2017, y el episodio final el 26 de enero de 2017. Más tarde se transmitió en OnStyle como un drama especial el 27 de enero de 2017.

## Trama
La historia sigue a Ruby Lee (이루비) (interpretada por Seohyun), una joven genio que sufre de sociophobia pero se encuentra con un anillo mágico que la ayuda a convertirse en una exitosa diseñadora de joyas.

## Reparto
- Seohyun como Lee Ruby.
- Lee Chul-woo como Won Suk, el único amigo de Ruby.
- Lee Yi-kyung como Na Ji-suk, CEO de una empresa de joyería.
- Z.Hera como Yoo Bi-joo.
- Hwang Seok-jeong como Dan Ho-bak.